# Добриловський Юліян
о. Юліян Добриловський ЧСВВ (у світі Йосиф, бл.1760, Зіньків (тепер Віньковецький район Хмельницької області) — 13 березня 1825, с. Зелена (тепер Бучацький район)) — український священник (УГКЦ), василіянин, проповідник і місіонер, поет, перекладач.

## Життєпис
Народився в містечку Зіньків на Східному Поділлі в сім'ї священника УГКЦ о. Михайла Добриловського, декана у Зінькові, і його дружини Тетяни. 19 липня 1778 р. вступив до Василіянського Чину на новіціат у Почаївському монастирі, де наступного року 20 липня склав вічні обіти. Після отримання священничих свячень у 1784 р., він протягом двох років викладав фізику у василіянській школі в Шаргороді, після чого цілковито присвятився місіонерській і проповідницькій діяльності. Мешкав у головних тогочасних місійних осередках Чину святого Василія Великого: 1786—1787 рр. — в Замостю; 1788 р. — у Тригорах та у 1789—1795 рр. — в Кременці, звідки як місіонер виїжджав з місіями для народу до Львівсько-Галицько-Кам'янецької, Луцької і Київської унійних єпархій.
Після третього поділу Польщі, коли розпочалася хвиля переслідувань уніатів на новоприєднаних до Російської імперії землях Волині, втік до Галичини. 17 січня 1796 р. опинився у Підгорецькому монастирі, звідти подався до Львова, де був прийнятий до тамтешньої Галицької провінції Найсвятішого Спасителя. Влада Чину призначила його до монастиря в Підгірцях, а Митрополит видав декрет про призначення його сотрудником у головній церкві в місті Бродах. 5 січня 1800 р. на власне прохання був переведений на проповідника до храму святого Юра у Львові, але вже 1 січня наступного року знову повернувся адміністратором монастиря до Підгірців і виконував ці обов'язки до 1 вересня 1803 р. 7 вересня 1803 р. виїхав працювати настоятелем монастиря в Угорниках.
З Угорників у 1810 р. — до монастиря Різдва Христового у Жовкви (проповідник), а звідти 1 вересня 1812 р. до Крехівського монастиря. 25 лютого 1815 р.став ігуменом монастиря і ректором школи в Бучачі. З 1818 р. одночасно був настоятелем для кількох менших монастирів (Сокілець, Задарів і Баб'янка), призначених австрійським урядом на скасування і переданих разом із майном Бучацькому монастирю. Будучи в Бучачі, багато зробив для василіянського монастиря, між іншим розпочав раціональне городнє господарство (на т. зв. Леваді), влаштував естетичну і зручну галерею і подвір'я перед монастирем, розбудував школу, поставив статуї Матері Божої і святого Онуфрія.
З вдячності й за заслуги перед Чином, влада провінції пропонувала кандидатуру о. Добриловського на вакантне місце Жовківського архимандрита. 26 лютого 1821 р. через сильний приступ паралічу, спершу як ігумен монастиря, а 1823 р., найімовірніше, звільнений з цієї посади, з метою підлікувати своє здоров'я, переїхав до монастирського фільварку в с. Зелена, де 13 березня 1825 р. помер.

### Доробок

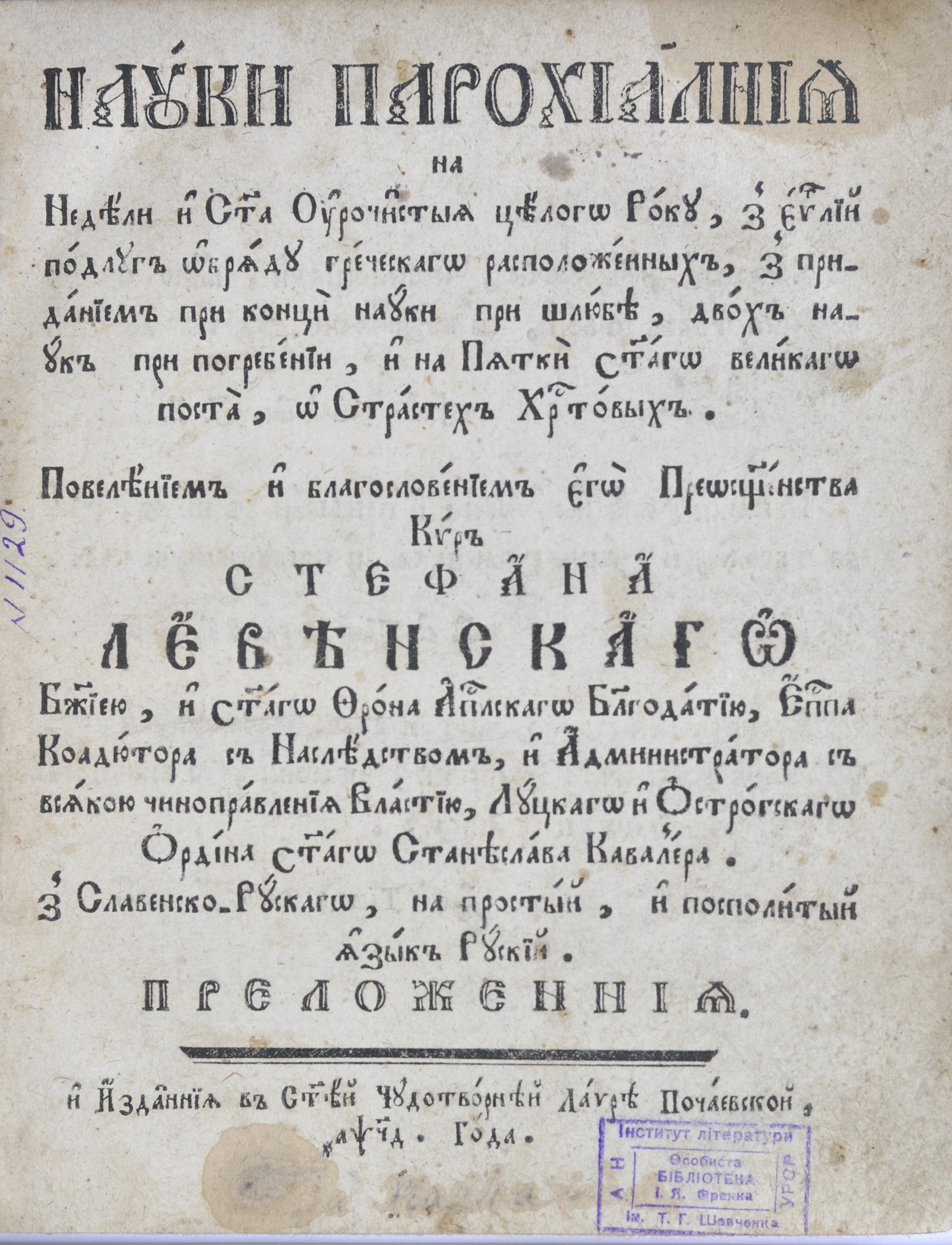
«Науки парохіалнія»

Отець Юліян Добриловський мав надзвичайні проповідницькі якості й дуже добре володів латинською і польською мовами, а понад усе руською (українською). Брав участь в редагуванні почаївського «Богогласника» (виданий у 1790 р.). Один з перших поетів у Галичині, який писав твори українською народною мовою. Автор проповідей, перекладів (зокрема, українською мовою з церковно-слов'янської «Науки парохіалнія» (Почаїв, 1792, 1794 рр.)).
Найвідоміші твори:
- вірш «Дай же, Боже, добрий час» (створений в Бучачі 1797 року[2] (або у 1795–1809 роках[3] для Холмщини — тоді частини володінь Габсбурґів)
- вірш «Станьмо, браття, в коло» (обидва стали піснями). Вперше були опубліковані 1833 р. у збірнику «Пісні польські й руські галицького народу» Вацлава з Олеська (псевдонім Вацлава-Міхала Залєського — польського поета, фольклориста, перекладача, в 1848–1849 рр. — губернатора Галичини[5]).

Твори о. Юліяна Добриловського виконували на Слов'янському з'їзді у Празі 1848 року, набули популярності в народі, публікувалися в багатьох збірниках у Львові, Вільно і Кракові. Деякі дослідники вважають його предтечею великого Маркіяна Шашкевича.
Єдиний автентичний рукописний екземпляр з найбільшою кількістю віршів Добриловського, до Другої світової війни зберігався у бібліотеці монастиря Святого Онуфрія у Львові. Про цей рукописний збірник згадує о. Іриней Назарко, ЧСВВ: «В. Щурат визичив собі цей примірник, перестудіював його основно і ранньою весною 1941 р. приніс його тодішньому бібліотекареві сл. п. о. Романові Луканеві ЧСВВ. У рукописі добре збереженому було около 20 поезій в тодішній народній мові, записаних гарним чітким письмом. На наш запит: „Чи ті поезії мають літературну вартість?“ — Щурат відповів: „Так. Поезії на той час зовсім добрі, бо Добриловський був непересічний поет“».
Дай же, Боже, добрий час,

Як у людей, так у нас,

І щасливу годину.

Розвеселім родину.

Ой, ну-ну, ой, ну-ну,

Розвеселім родину.
Де Дністер і Сян і Прут,

Руські річеньки пливуть, 
І від Буга за Бескид 
Всюди чесний, руський рід. 
Ой наш рід, руський рід

Хоч підем і за Бескид.
Всюди мова там одна, 
Всюди пісня та сама 
І танець там все однак: 
Коломийка і козак. 
Ой, так! так, ой так-так, 
Коломийка і козак.
.